# Station Rykoszyn
Station Rykoszyn is een spoorwegstation in de Poolse plaats Rykoszyn.